# Атрикур
Атрикур (фр. Attricourt) насеље је и општина у источној Француској у региону Франш-Конте, у департману Горња Саона која припада префектури Везул.
По подацима из 2011. године у општини је живело 35 становника, а густина насељености је износила 5,76 становника/km². Општина се простире на површини од 6,08 km². Налази се на средњој надморској висини од 225 метара (максималној 253 m, а минималној 214 m).

## Демографија
| 1962. | 1968. | 1975. | 1982. | 1990. | 1999. | 2011. |
| ----- | ----- | ----- | ----- | ----- | ----- | ----- |
| 48    | 33    | 31    | 34    | 33    | 41    | 35    |

График промене броја становника у току последњих година